# Hylemyza partita
Hylemyza partita är en tvåvingeart som först beskrevs av Johann Wilhelm Meigen 1826.  Hylemyza partita ingår i släktet Hylemyza och familjen blomsterflugor. Arten är reproducerande i Sverige. Inga underarter finns listade i Catalogue of Life.

## Bildgalleri

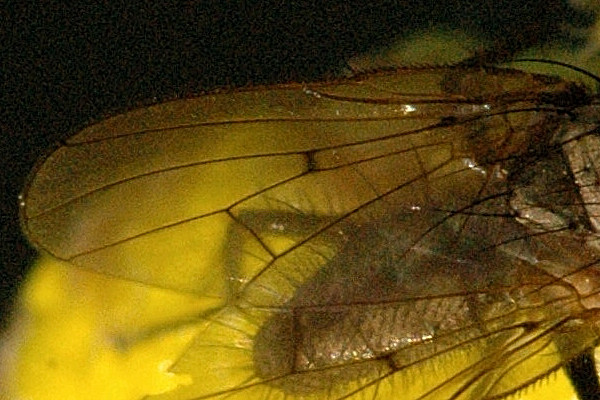
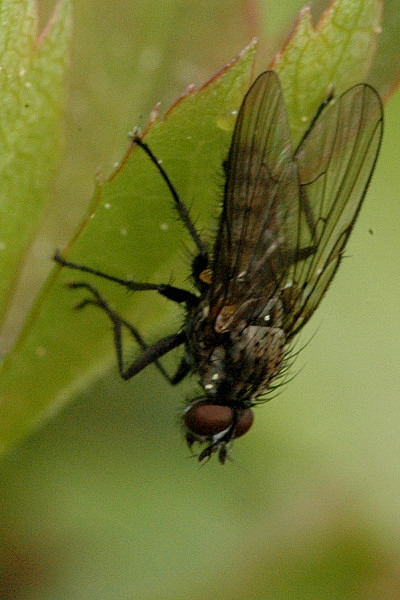
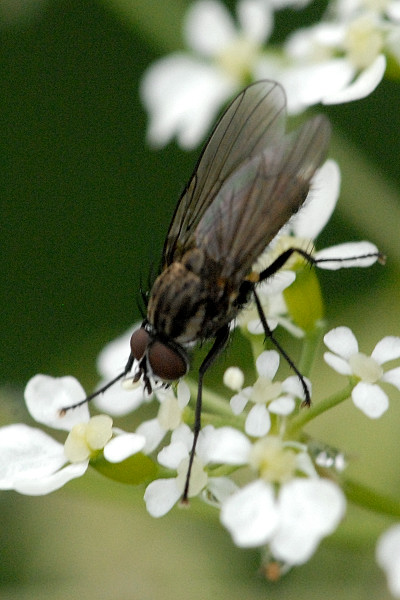
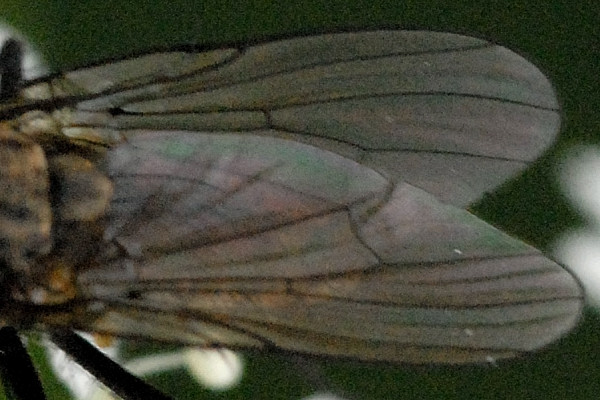